# Piros tengerililiom
A piros tengerililiom (Antedon mediterranea) a tengerililiomok (Crinoidea) osztályának Comatulida rendjébe, ezen belül az Antedonidae családjába tartozó faj.

## Előfordulása
A piros tengerililiom a Földközi-tengerben honos.

## Megjelenése
A piros tengerililiomnak számos színváltozata lehet – fehér, sárga, narancssárga, vörös, kárminpiros vagy barna. Közvetlenül a kehely alakú, gömbölyű törzsnél villásan kettéágazó 5 pár karja finoman pillás, megjelenése tollra emlékeztet. A törzs alsó végén ízelt kacsok találhatók, velük kapaszkodik az aljzathoz. Az állat átmérője 20 centiméter.

## Életmódja
Ez a tengeri állat 10-40 méter mélységben moszatokkal benőtt szilárd aljzatokon, tengerifűmezőkön és szarukorallokon tartózkodik. A piros tengeri liliom legyezőszerűen kiterjesztett karjai planktoni állatokat szűrnek ki a vízből, melyeket pillás barázdákon keresztül a szájnyílásához továbbítanak. Az elpusztult állati és növényi szervezeteket sem veti meg. Lefelé állított karjaival lépegető mozgással tud haladni a fenéken, de ritmikusan fel- és lefelé csapkodva azokat, kecsesen úszik is.

## Szaporodása
A piros tengerililiomok váltivarúak. A peték a vízbe kerülnek, vagy megtapadnak a sziklákon, és ott fejlődnek ki úszólárvákká.